# Влодарський Олексій Костянтинович
Олексі́й Костянти́нович Влодарський (нар. 15 грудня 1981 — 2 жовтня 2018) — сержант Збройних сил України, учасник російсько-української війни.

## Життєпис
Народився 1981 року у Гранітному (Малинський район, Житомирська область); відвідував музичну школу, грав на баяні, також писав вірші та пісні. Навчався у Малинському лісотехнічному коледжі, проте навчання не закінчив. В 2000—2001 роках проходив строкову службу у 441-му вертолітному полку (Коростень). З 2010 року працював машиністом екскаватора на щебеневому заводі.
2014-го мобілізований до 1-ї танкової бригади як доброволець. Надалі тричі підписував піврічні контракти. Сержант, навідник 1-ї штурмової роти 24-го батальйону «Айдар».
2 жовтня 2018 року загинув від кулі снайпера поблизу села Кримське (Новоайдарський район).
Похований в Гранітному.
Без Олексія лишились сестра і брат (батьки померли).

## Нагороди та вшанування
- указом Президента України № 47/2019 від 28 лютого 2019 року «за особисту мужність і самовіддані дії, виявлені у захисті державного суверенітету та територіальної цілісності України, зразкового виконання військового обов'язку» — нагороджений орденом «За мужність» III ступеня (посмертно)[1]